# Велика Равен
Велика Равен (словен. Velika Raven) — поселення в общині Войник, Савинський регіон, Словенія.
Висота над рівнем моря: 560 м.